# Steinar Lone
Steinar Lone (n. 23 august 1955, Oslo) este un scriitor și traducător norvegian. El traduce în principal din limbile italiană, română și franceză.

## Biografie
A absolvit studii universitare de limbi romanice și a lucrat ca traducător la firme de traduceri, edituri și în cadrul Departamentului de Stat. El este în prezent un traducător independent și locuiește în Fredrikstad.
În 2003 a obținut Premiul Departamentului de Cultură și Culte pentru literatură pentru copii pentru cea mai bună traducere a unei cărți pentru copii în norvegiană - Fablar i telefonen de Gianni Rodari. În același an a primit o subvenție pentru traducerea romanului Patul lui Procust (Prokrustes’ seng) al scriitorului român Camil Petrescu. Traducerea a fost publicată în 2006.
A fost distins în 2009 cu Premiul Criticilor Norvegieni pentru Literatură pe anul 2008, pentru traducerea romanului Orbitor. Aripa stângă de Mircea Cărtărescu.

## Scrieri
- Bon appétit! Hjelp til selvhjelp på franske restauranter –  Spartacus Forlag 2002 – ISBN 82-430-0225-1
- Buen provecho! : hjelp til selvhjelp på spanske restauranter – Spartacus 2003 – ISBN 82-430-0276-6
- Buon appetito! : hjelp til selvhjelp på italienske restauranter – Spartacus 2003 – ISBN 82-430-0277-4
- God appetit i Sør-Europa – Spartacus 2003 – ISBN 82-430-0246-4

## Traduceri
- Mircea Eliade: Mântuleasa-gaten (Pe strada Mântuleasa...) – Gyldendal, Solum 1993
- Mihail Sadoveanu: Øksa : roman (Baltagul) – Gyldendal, Oslo 1997
- Mircea Cărtărescu: Travesti : roman – Bokvennen 2001 – ISBN 82-7488-088-9
- Mircea Cărtărescu: Nostalgien : roman – Bokvennen 2001 – ISBN 82-7488-121-4
- Gianni Rodari: Fablar i telefonen Det Norske Samlaget 2002- ISBN 82-521-5376-3
- Catherine Breillat: Pornokrati : fortelling – Spartacus 2002 – ISBN 82-430-0228-6
- Umberto Eco: Skjønnhetens historie Kagge forlag 2004 (Sammen med Mona Vestli) ISBN 82-489-0452-0
- Camil Petrescu: Prokrustes’ seng Cappelen 2006 – ISBN 82-02-24634-2
- Mircea Cărtărescu: Orbitor. Venstre vinge : roman – Bokvennen 2008 – ISBN 978-82-7488-160-0